# Nation (musikalbum)
Nation det åttonde albumet från det brasilianska heavy metal-bandet av Sepultura, släppt 2001 hos skivbolaget Roadrunner Records. På albumet finns gästartister som Hatebreeds sångare Jamey Jasta, Dead Kennedys sångare Jello Biafra, Ill Niño sångare Cristian Machado, Biles frontfigur Krztoff och Apocalyptica.
Enligt gruppens officiella hemsida skulle en video för One Man Army spelas in i slutet av augusti 2001 men på grund av att Roadrunner Records inte ställde upp blev videon aldrig filmad. Sepultura anklagade skivbolaget för att inte promota albumet varför de 2002 lämnade Roadrunner Records för SPV Records.

## Låtlista
| Nr  | Titel                                       | Längd |
| --- | ------------------------------------------- | ----- |
| 1.  | Sepulnation                                 | 4:20  |
| 2.  | Revolt                                      | 0:56  |
| 3.  | Border Wars                                 | 5:10  |
| 4.  | One Man Army                                | 5:27  |
| 5.  | Vox Populi                                  | 3:41  |
| 6.  | The Ways of Faith                           | 4:53  |
| 7.  | Uma Cura                                    | 3:14  |
| 8.  | Who Must Die?                               | 2:58  |
| 9.  | Saga                                        | 4:37  |
| 10. | Tribe to a Nation (feat. Dr. Israel)        | 2:48  |
| 11. | Politricks (feat. Jello Biafra)             | 4:14  |
| 12. | Human Cause (feat. Jamey Jasta)             | 0:57  |
| 13. | Reject                                      | 2:59  |
| 14. | Water                                       | 2:44  |
| 15. | Valtio (feat. Apocalyptica) (instrumental)) | 3:20  |

| 16. | Bela Lugosi's Dead (Bauhaus)                     |  |
| 17. | Annihilation (feat. Cristian Machado) (Crucifix) |  |
| 18. | Rise Above (feat. João Gordo) (Black Flag)       |  |
| 19. | Revolt (demo)                                    |  |
| 20. | Roots Bloody Roots (Live)                        |  |